# Guy Geoffroy
 (juin 2022).
Si vous disposez d'ouvrages ou d'articles de référence ou si vous connaissez des sites web de qualité traitant du thème abordé ici, merci de compléter l'article en donnant les références utiles à sa vérifiabilité et en les liant à la section « Notes et références ».
Pour les articles homonymes, voir Geoffroy.
Guy Geoffroy, né le 26 mai 1949 à Paris, est un homme politique français.
Proviseur de lycée, ancien député élu en Seine-et-Marne (2002-2017), il est maire de Combs-la-Ville depuis 1995.

## Biographie

### Famille et formation
Guy Jean Albert Geoffroy naît le 26 mai 1949 dans le 11e arrondissement de Paris,.
Après des études secondaires au lycée de Montgeron, il poursuite des études supérieures de droit à l'université Panthéon-Sorbonne. Il est diplômé d'études supérieures (DES) de droit public et de sciences politiques.
Le 5 juillet 1971, il épouse Françoise Demilly. De ce mariage, naissent un garçon et deux filles.

### Carrière professionnelle
De 1968 à 1982, il est surveillant puis conseiller d'éducation. En 1982, il est nommé chef d'établissement. De 1994 à 2002, il est proviseur du lycée polyvalent de Villeneuve-Saint-Georges.

## Vie politique
En 1965, à 16 ans, il s'engage en politique et participe à la campagne électorale présidentielle dans les rangs gaullistes. En 1973, il est candidat du Front progressiste, mouvement gaulliste de gauche opposé à la politique de Georges Pompidou, dans la Première circonscription de l'Essonne.[réf. nécessaire]
En 1992, il est élu au conseil général de Seine-et-Marne dont il est vice-président de 1994 à 1998. Il est maire de Combs-la-Ville depuis 1995.
En 1995, il est élu vice-président de l'établissement public de la ville nouvelle de Sénart. Président du SIVOM en avril 2008, il est un des principaux artisans du projet de nouveau centre de traitement écologique des déchets ménagers par compostage et méthanisation. Cette expérience et son engagement sur les préoccupations écologiques, lui permettent d'accéder à la présidence de l'association des Éco-Maires de France en avril 2008[réf. nécessaire]. Il est un des promoteurs de la mise en place de la « Commission locale de l'eau » chargée de définir le « schéma d'aménagement et de gestion de l'eau » pour l'ensemble du bassin de l'Yerres.
Le 16 juin 2002, il est élu député de la 9e circonscription de Seine-et-Marne face au sortant Jacques Heuclin. Il est reconduit aux élections législatives de 2007 et 2012. Il fait voter une loi qui porte son nom relative à la lutte contre les violences aux femmes.[réf. nécessaire] Il perd son siège en 2017, à l'issue des élections législatives qui suivent l'élection d'Emmanuel Macron à la présidence de la République, en étant battu au second tour avec 45,73 % des voix exprimées.
Le 15 mars 2020, la liste qu'il conduit est élue avec 53,61 % des voix dès le premier tour, il est réélu maire le 25 mai suivant par le conseil municipal pour la cinquième fois consécutive.
Le 13 juin 2022, il est éliminé au premier tour des législatives, n'ayant obtenu que 11,66 % des voix exprimées.

### Mandats électifs
- 19/06/1995 - en cours : maire de Combs-la-Ville (Seine-et-Marne). Mandat renouvelé en 2001, 2008, 2014 et 2020.
- 20/03/1989 - 18/06/1995 : membre du conseil municipal de Combs-la-Ville (Seine-et-Marne).
- 30/03/1992 - 22/03/1998 : membre du conseil général de Seine-et-Marne.
- 28/03/1994 - 22/03/1998 : vice-président du conseil général de Seine-et-Marne.
- 2002 - 2017 : député français (Seine et Marne, 9e circonscription)[2]
  - élu député pour la XIIe législature (2002 - 2007)
  - élu député pour la XIIIe législature (2007 - 2012)
  - élu député pour la XIVe législature (2012 - 2017)
- 2013 - 2015 : secrétaire général adjoint de l’UMP.

### Fonctions intercommunales
- Depuis 2008 :  président du SIVOM de l'Yerres et des Sénarts[7].
- Président de la commission locale de l'eau (CLE) chargé du suivi du schéma d'aménagement et de gestion de l'eau (SAGE) du bassin versant de l'Yerres.
- Président de l'Union des maires de Seine-et-Marne - depuis 2017.

## Prises de positions

### Violences faites aux femmes
Il est le co-auteur de la loi du 9 juillet 2010 relative aux violences faites spécifiquement aux femmes, aux violences au sein du couple et aux incidences de ces dernière sur les enfants et de la loi du 4 avril 2006 renforçant la prévention et la répression des violences soumises au sein du couple, qui créent le délit de violence psychologique et l'ordonnance de protection pour les victimes.

### Justice
Lors des débats relatifs au statut du parquet en 2013, il juge la prohibition des instructions individuelles du garde des sceaux aux parquetiers inutile. La mesure sera adoptée, la garde des sceaux jugeant qu'il existe une différence fondamentale entre les instructions individuelles et les notes d'information remontant au garde des sceaux.

## Distinctions
- Chevalier de la Légion d'honneur - Nommé le 13 juillet 2001, au titre de « proviseur de lycée polyvalent ; 33 ans de services civils »[9].
- Chevalier de l'ordre national du Mérite - Nommé le 14 mai 1997, au titre de « proviseur de lycée à Villeneuve-Saint-Georges ; 29 ans de services civils »[10].
- Officier de l'ordre des Palmes académiques[1].

## Pour approfondir